# 78-as busz (Szeged)
A szegedi 78-as jelzésű autóbusz a Mars tér (üzletsor)-tól Béketelepi körjáratként közlekedik vissza, Mars tér (üzletsor)-ig. A Mars tér-től az Izabella híd felé, majd Béketelepen keresztül, és Rókuson át tér vissza a Mars térre. Ellenkező irányban a 78A busz jár. A viszonylatot a Volánbusz Zrt. üzemelteti.

## Története
2012. április 10-étől a járat útvonalát lerövidítették, Béketelep felől a Vértói útnál visszafordultak a buszok 78A járatként szombaton délután és vasárnapokon. 2012. november 1-jétől az útvonalát visszaállították. Azonban a TramTrain építése miatt lezárták a Vértói úti vasúti átjárót és 2019. április 27-étől 2019. május 20-ig ismét a MEDIKÉMIA-i fordulóban fordultak 78A-sra változva. 2019. május 20-tól ismét a megszokott eredeti vonalon közlekednek.

## Útvonala
| Mars tér (üzletsor) → Béketelep → Rókus → Mars tér (üzletsor) |
| --- |
| Mars tér (üzletsor) – Kossuth Lajos sugárút – Izabella híd – Napos út – Régiposta utca – Nagyszombati utca – Zsámbokréti sor – Vértói út – Rókusi körút – Kossuth Lajos sugárút – Mars tér (üzletsor) |

## Megállóhelyei
Az átszállási kapcsolatoknál csak az adott megállóból (a villamosmegállók, szemközti megálló, csomópont... NEM!) induló járatok vannak feltüntetve kivéve a Mars tér (üzletsor) végállomáson, mert ott fel vannak tüntetve az Üzletsorról induló járatok (nem a Mars téri csomópont járata, csak az üzletsori járatok.
| 0  | Mars tér (üzletsor) végállomás         | 7F, 64, 67, 67Y, 71, 72, 72A, 75, 78A, 79H                                                    |
| 1  | Tavasz utca                            | TramTrain, 1, 2 7F, 64, 67, 67Y, 71, 72, 72A, 75, 78A, 79H                                    |
| 2  | Damjanich utca                         | TramTrain, 1, 2 7F, 64, 67, 67Y, 71, 72, 72A, 75, 78A, 79H                                    |
| 4  | Szeged, Rókus vasútállomás bejárati út | 7F, 64, 67, 67Y, 71, 72, 72A, 75, 79H, 90H Helyközi buszok 1486, 1503, 1504 Szeged–Békéscsaba |
| 6  | Napos út (Dorozsmai út)                |                                                                                               |
| 7  | Cserje sor                             |                                                                                               |
| 8  | Béketelepi Általános Iskola            |                                                                                               |
| 9  | Nagyszombati utca (páratlan oldal)     |                                                                                               |
| 10 | Rengey utca                            |                                                                                               |
| 11 | Zsámbokréti sor                        |                                                                                               |
| 12 | Béketelep, MEDIKÉMIA                   | 78A                                                                                           |
| 13 | Vértói út                              | 9, (belső végállomásról)                                                                      |
| 16 | Vértó                                  | 5 90, 90F, 90H                                                                                |
| 18 | Rókusi II. számú Általános Iskola      | 5 90, 90F, 90H                                                                                |
| 19 | Rókusi víztorony                       | 90, 90F, 90H                                                                                  |
| 20 | Kisteleki utca                         | 90, 90F, 90H                                                                                  |
| 21 | Vásárhelyi Pál utca                    | TramTrain, 1, 2 7F, 64, 67, 67Y, 71, 72, 72A, 75, 78A, 79H                                    |
| 22 | Damjanich utca                         | TramTrain, 1, 2 7F, 64, 67, 67Y, 71, 72, 72A, 75, 78A, 79H                                    |
| 24 | Tavasz utca                            | TramTrain, 1, 2 7F, 64, 67, 67Y, 71, 72, 72A, 75, 78A, 79H                                    |
| 26 | Mars tér (üzletsor) végállomás         | 7F, 64, 67, 67Y, 75, 78A, 79H                                                                 |